# Зарницкая, Ефросиния Филипповна
Ефросиния Филипповна Зарницкая (настоящая фамилия — Азгуриди; 16.2.1867, Одесса — 30.6.1936, Первомайск) — украинская актриса, певица.

## Биография
Родилась в 1867 году в г. Одессе в семье негоцианта. Детские и юношеские годы Е. Азгуриди проводила в родовом имении в селе Катеринке тогдашней Херсонской губернии (теперь это Первомайский район Николаевской области). Будущая актриса участвовала в хоре, с большим успехом выступала в любительских спектаклях. Во время одного из таких спектаклей, летом 1888 года, Ефросинию увидел М. Кропивницкий, который искал талантливую молодежь для своей новой труппы. Молодая любительница поразила прославленного актёра и режиссёра своим голосом, игрой, умением держаться на сцене. Он предложил ей работу в своей труппе, предрекая в ближайшем будущем стать звездой украинской сцены.
Е. Азгуриди начала свой сценический путь под псевдонимом Зарницкая в новосформированный труппе М. Кропивницкого 26 января 1889 в Екатеринославе. Новую труппу М. Кропивницкий создал из талантливой творческой молодежи. В состав труппы периодически вступали и уже прославленные в то время мастера украинской национальной сцены, наблюдение за игрой которых способствовали профессиональному росту начинающих. Постоянное расширение М. Кропивницким репертуара Зарницкой (разноплановые роли в разножанровых спектаклях) и игра артистки в партнерстве с учителем совершенствуют её профессиональное мастерство. Уже в конце 1891 М. Кропивницкий назовет Зарницкую не просто артисткой, а художником.
Зарницкая играет роли Наташи («Недоросль» И. Котляревского), Гали («Назар Стодоля» Т. Шевченко), Гали («Гаркуша» А. Стороженко), Елены («Не ходи, Гриша, на вечерницы» В. Александрова), Аграфены, Вусти («Если колбаса и рюмка, то пройдет и сварка», «За двумя зайцами» М. Старицкого), Ирины, Оришки («Невольник», «Остались в дураках» М. Кропивницкого) и другие. Гастроли труппы М. Кропивницкого в Екатеринославе, Елисаветграде, Харькове, Петербурге, Тифлисе, Москве, Варшаве и многих других городах сопровождались одобрительными отзывами на игру актрисы в прессе.
С сентября 1893 по сентябрь 1894 Зарницкая — ведущая актриса труппы Г. Деркача. Своей игрой Зарницкая покорила парижан во время гастролей труппы в конце 1893 — в начале 1894 гг. Во Франции. Знаменитый французский критик Ф. Сарсе назвал голос актрисы чистым, как хрусталь.
С 1914 по 1924 Зарницкая жила в Петрограде, где выступала в украинском спектаклях и была причастна к организации и открытию в 1919 году украинского театра им. Т. Г. Шевченко. Актриса входила в состав распорядителей совета театра, пробовала себя в режиссуре, активно работала в направлении дальнейшего расширения своего репертуара. В 1918—1919 гг имя Зарницкая встречается на афишах украинского драматического театра в Одессе и Николаеве, что свидетельствует о её эпизодических приездах на Украину.
В 1924 году Зарницкая возвращается на Украину. Вместе со своим братом, актёром М. Клодницьким она организует в с. Катеринке Первомайского района Николаевской области самодеятельный театр, которому суждено сыграть важную роль в поднятии культуры местного населения.
С 1926 года Зарницкая — актриса Украинского Народного театра в Харькове (очередная реорганизация этого коллектива привела к его переименованию сначала в Государственный Народный театр, а впоследствии в Государственный Украинская Червонозаводский театр).
С 1931 году проживала в г. Первомайске. Сыграла большую роль в становлении Первомайского народного театра. Умерла в 1936 году в г. Первомайске.